# Mikołajki Pomorskie (gmina)
Mikołajki Pomorskie est une gmina rurale du powiat de Sztum, Poméranie, dans le nord de la Pologne. Son siège est le village de Mikołajki Pomorskie, qui se situe environ 12 km au sud-est de Sztum et 67 km au sud-est de la capitale régionale Gdańsk.
La gmina couvre une superficie de 91,75 km2 pour une population de 3 763 habitants.

## Géographie
La gmina inclut les villages de Balewko, Balewo, Cierpięta, Cieszymowo Wielkie, Dąbrówka Pruska, Dworek, Kołoząb, Kołoząb Mały, Krasna Łąka, Krastudy, Linki, Mikołajki Pomorskie, Mirowice, Namirowo, Nowe Minięta, Perklice, Pierzchowice, Sadłuki, Stążki et Wilczewo.
La gmina borde les gminy de Dzierzgoń, Prabuty, Ryjewo, Stary Dzierzgoń, Stary Targ et Sztum.